# Algot Malmberg
Nils Algot Malmberg (ur. 1 lutego 1903, zm. 22 stycznia 1971) – szwedzki zapaśnik walczący w stylu wolnym. Olimpijczyk z Amsterdamu 1928, gdzie zajął dziesiąte miejsce w wadze lekkiej.
Brązowy medalista mistrzostw Europy w 1930. Mistrz kraju w stylu klasycznym w 1928; drugi w 1927 i 1930. Mistrz w stylu wolnym w latach 1923–1926, 1928 i 1930 roku.
Brat zapaśnika Erika Malmberga, trzykrotnego medalisty olimpijskiego.

## Letnie Igrzyska Olimpijskie 1928
| Konkurencja      | Rundy eliminacyjne        | Klas. końcowa |
| Konkurencja      | Przeciwnik I              | Miejsce       |
| ---------------- | ------------------------- | ------------- |
| 66 kg styl wolny | Clarence Berryman (USA) P | 10.           |